# إميسيزوماب
إميسيزوماب هو جسم مضاد وحيد النسيلة ثنائي التخصص [الإنجليزية] يستعمل في علاج هيموفيليا أ.
يرتبط إميسيزوماب بالعامل التاسع المفعل وكذلك العامل العاشر، فيفعله، وهذه وظيفة العامل الثامن المفقود في مرضى هيموفيليا أ.